# Itauçu
Itauçu es un municipio brasilero del estado de Goiás. Su población estimada en 2004 era de 8.071 habitantes. El principal río de Goiânia nace en Itauçu que es el río meia-ponte.

## Toponimia
Itauçu significa, en tupi-guarani, "piedra grande". Su primer nombre fue "Catingueiro Grande" después Cruceiro do Sul. Otras interpretaciones lo traducen como "piedra dura" y también, al pie de la letra, como "gran piedra preta". De itá: piedra; u: preto, negro; y uçu: gran.